# G.I.D
『G.I.D』（ジー・アイ・ディー）は、庄司陽子の青年漫画作品。

## 概要
性同一性障害を扱った政治漫画作品。2006年に、講談社「モーニング」誌にて連載された。

## ストーリー
政治家一族の天堂家に長女（第二子）として生まれた天堂賛子（あきこ）。賛子は幼い頃から性別違和に苦しみ、家族との摩擦をおこし、やがて自身の抱える性別違和が性同一性障害 (GID) であるということに気づく。手術を受けて男の体になることを決意した賛子は、娘としての賛子への愛情から彼女のGIDを受け入れることができない父親と衝突し、家出をする。
家出直後に酔っ払った翔平を街で助けたが、彼は実は雑誌記者だった。賛子は、「厚生労働省大臣の天堂の娘がGIDであることを記事に書いていい」という条件と引き換えに彼の部屋に転がり込み、「賛（あきら）」と名乗って生活を始める。未成年の治療には親の同意が必要なため祖母の養子となり、彼女の言葉に従って、救われない人々の力になるために政治家を志す。
最終的に賛は、祖母や恋人、翔平の支援を受け、ついに性別適合手術を受けて男の体と戸籍を手に入れることに成功した。大学在学中に司法試験にも合格した賛は、卒業後は祖母の遺言に従って、祖母の地盤をついで衆議院議員選挙に立候補、見事当選を果たしたのだった。

## 登場人物
天堂賛子（てんどうあきこ）
性同一性障害者。後に賛（あきら）と改名。
天堂真由子（てんどうまゆこ）
賛子・貴行の母親。
天道貴行（てんどうたかゆき）
賛子の兄。
天道貴徳（てんどうたかのり）
賛子・貴行の父親。政治家。賛子に愛情を注いでいた。
天堂静（てんどうしずか）
賛子・貴行の祖母。

## 書籍情報
- G.I.D（上）　2006年4月21日発売、ISBN 978-4-06-372514-8
- G.I.D（下）　2006年8月23日発売、ISBN 978-4-06-372540-7